# Hervé Renoh
 (août 2022).
Hervé Renoh est un réalisateur et scénariste français.

## Biographie
Au cinéma, écrit et réalise Requiem, suivi de Coursier, produit par Europacorp en 2010.
Pour France Télévisions, il a abordé l’international avec le téléfilm Rouge Diamant, coproduction franco-germano-canadienne réunissant France 2, Gaumont, ZDF et la chaîne canadienne Showcase,  En 2017, son épisode de la série Cassandre intitulé "Retour de Flamme" gagne le Grand Prix du Festival Polar de Cognac.

## Filmographie

### Cinéma

#### Longs métrages
- 2010 : Coursier
- 2002 : Requiem
- 1992 : Indochine (assistant / seconde équipe)
- 1991 : Jesuit Joe (assistant / seconde équipe)
- 1990 : Les Amants du Pont-Neuf (assistant réalisateur)

#### Courts métrages
- 2013   Stella est schizo
- 1997   Number 3
- 1995 L'Ennemi

### Télévision
- 2018   Cassandre (épisode 5 – Retour de Flamme)
- 2016   Section de Recherches (Saison 10 - Épisode 6 : Nuit d'Ivresse)
- 2012 Le Trésor de Cassandra (pilote)
- 2011   Rouge Diamant (pilote)
- 2009   RIS Police Scientifique (Saison 4 - Épisode 1: À fleur de peau)
- 2008   Femme de Loi (Saison 8 - Episodes 1, 2, 3 et 4)
- 2007   Femme de Loi (Saison 6 - Episodes 4, 5 et 6)
- 2006   RIS Police Scientifique (Saison 1 - Episodes 7 et 8)
- 2005   Commissaire Moulin (Saison 7 - Épisode 1 : Le Pire des cauchemars)
- 2004   Sauveur Giordano (Saison 5)
- 2003 Lola (Saison 1 - Episodes 3 et 4)
- 2001   Sous le Soleil (Saison 5 - 6 épisodes)
- 2002 Manatea, les perles du Pacifique (Saison 1 - Episodes 12 et 13)

### Scénarios
- 2017 The Call Girl (Radar Films, SND)
- 2016  Runners (SND, Radar Films, M6, Black Mask)
- 2015  Super Express (produced) Fundamental Films
- 2014  Absolution  (Western Dragon, Cinefrance)
- 2013  Lost in China (Fundamental Films)
- 2012  Hard Money  (coscénariste) Studio Canal
- 2011  Spy or Die
- 2010   Coursier
- 2001   Requiem